# Oberndorf bei Salzburg
Oberndorf bei Salzburg is een gemeente in de Oostenrijkse deelstaat Salzburger Land, en maakt deel uit van het district Salzburg-Umgebung.
Oberndorf bei Salzburg telt 5556 inwoners.
Het dorp is vooral bekend omdat in 1818 in de Sankt Nikola Kirche voor het eerst het lied 'Stille Nacht' is gezongen. De kerk is later wegens bouwvalligheid afgebroken. Op de plaats van de kerk staat nu de Stille Nacht-kapel.
In Oberndorf is naast de kapel het Stille-Nacht & Heimatmuseum gevestigd.
De westelijke gemeentegrens van Oberndorf wordt gevormd door de bedding van de Salzach welke rivier op dat deel van zijn loop de staatsgrens vormt tussen Oostenrijk en Duitsland.

## Geboren
- Ludwig Paischer (1981), judoka
- Andreas Giglmayr (1984), triatleet

Anif · Anthering · Bergheim · Berndorf bei Salzburg · Bürmoos · Dorfbeuern · Ebenau · Elixhausen · Elsbethen · Eugendorf · Faistenau · Fuschl am See · Großgmain · Göming · Grödig · Hallwang · Henndorf am Wallersee · Hintersee · Hof · Koppl · Köstendorf · Lamprechtshausen · Mattsee · Neumarkt am Wallersee · Nußdorf am Haunsberg · Oberndorf bei Salzburg · Obertrum · Plainfeld · Schleedorf · Seeham · Seekirchen am Wallersee · St. Georgen bei Salzburg · St. Gilgen · Straßwalchen · Strobl · Thalgau · Wals-Siezenheim
- Gemeinsame Normdatei: 4270839-4
- Library of Congress Control Number: n2004041984
- MusicBrainz: 446d1cb4-d36a-4281-8d63-9bb97a117de3
- National Archives and Records Administration: 10037940
- Nationale Bibliotheek van Tsjechië: ge1177878
- Nationale Bibliotheek van Israël: 987007469734805171
- Virtual International Authority File: 240448339
- WorldCat: E39PBJc7Rq9RyRRDMGrJckRdwC